# Burnin' Sky
Burnin' Sky è il quarto album in studio del gruppo hard rock britannico Bad Company, pubblicato nel 1977.

## Tracce
Side 1
1. Burnin' Sky (Paul Rodgers) – 5:09
2. Morning Sun (Rodgers) – 4:07
3. Leaving You (Rodgers) – 3:23
4. Like Water (Rodgers, Machiko Shimizu) – 4:18
5. Knapsack (Rodgers) – 1:20
6. Everything I Need (Rodgers/Mick Ralphs/Simon Kirke/Boz Burrell) – 3:22

Side 2
1. Heartbeat (Rodgers) – 2:36
2. Peace of Mind (Kirke) – 3:22
3. Passing Time (Rodgers) – 2:30
4. Too Bad (Ralphs) – 3:47
5. Man Needs Woman (Rodgers) – 3:43
6. Master of Ceremony (Rodgers/Ralphs/Kirke/Burrell) – 7:10

## Formazione
Gruppo
- Paul Rodgers – voce, chitarre, piano, fisarmonica
- Mick Ralphs – chitarra, tastiere
- Boz Burrell – basso
- Simon Kirke – batteria

Altri musicisti
- Mel Collins – sassofono, flauto
- Tim Hinkley – tastiere